# Поликарп Печерски
Поликарп Печерски је руски православни светитељ, архимандрит и игуман Кијевско-печерске лавре из 12. века.

## Биографија
Као млад се замонашио у манастиру Кијевско-печерске лавре
Био је ученик светог Симона, епископа владимирског и суздаљског. Неко време служио је при његовој служби након што је изабран за епископа. Током тог службовања саставио је бројна житија светих, посланице блаженом Акиндину, архимандриту печерском и друге вредне записе.
Након смрти Акиндина изабран је за игумана Кијевско-печерске лавре.
Умро је 1182. године.
Православна црква га помиње 24. јула по јулијанском календару